# 1076 Viola
1076 Viola là một tiểu hành tinh bay quanh Mặt Trời. Ban đầu nó có tên là 1926 TE. The numerical designation indicates this was the 1076th asteroid discovered.